# The Electric Lady
Albums de Janelle Monáe
The ArchAndroid
(2010) Dirty Computer
(2018)
Singles
1. Q.U.E.E.N.
Sortie : 23 avril 2013
2. Dance Apocalyptic
Sortie : 2 juillet 2013
3. PrimeTime
Sortie : 19 août 2013

The Electric Lady est le second album studio de la chanteuse américaine Janelle Monáe. Il est sorti le 6 septembre 2013 en Irlande et aux Pays-Bas, et le 9 septembre 2013 en France et au Royaume-Uni.

## Contexte
C'est le second album de Janelle Monáe.

## Production
La pochette a été produite en deux mois environ.

## Liste des pistes
| 1.  | Suite IV Electric Overture                 | 1:37 |
| 2.  | Givin Em What They Love (featuring Prince) | 4:26 |
| 3.  | Q.U.E.E.N. (featuring Erykah Badu)         | 5:10 |
| 4.  | Electric Lady (featuring Solange)          | 5:08 |
| 5.  | Good Morning Midnight (Interlude)          | 1:22 |
| 6.  | PrimeTime (featuring Miguel)               | 4:40 |
| 7.  | We Were Rock & Roll                        | 4:19 |
| 8.  | The Chrome Shoppe (Interlude)              | 1:10 |
| 9.  | Dance Apocalyptic                          | 3:25 |
| 10. | Look into My Eyes                          | 2:18 |

| Suite V | Suite V                                               | Suite V | Suite V | Suite V | Suite V | Suite V | Suite V | Suite V | Suite V |
| No      | Titre                                                 | Durée   |         |         |         |         |         |         |         |
| ------- | ----------------------------------------------------- | ------- | ------- | ------- | ------- | ------- | ------- | ------- | ------- |
| 11.     | Suite V Electric Overture                             | 2:20    |         |         |         |         |         |         |         |
| 12.     | It's Code                                             | 4:05    |         |         |         |         |         |         |         |
| 13.     | Ghetto Woman                                          | 4:46    |         |         |         |         |         |         |         |
| 14.     | Our Favorite Fugitive (Interlude)                     | 1:23    |         |         |         |         |         |         |         |
| 15.     | Victory                                               | 4:12    |         |         |         |         |         |         |         |
| 16.     | Can't Live Without Your Love                          | 3:54    |         |         |         |         |         |         |         |
| 17.     | Sally Ride                                            | 4:08    |         |         |         |         |         |         |         |
| 18.     | Dorothy Dandridge Eyes (featuring Esperanza Spalding) | 4:15    |         |         |         |         |         |         |         |
| 19.     | What an Experience                                    | 4:57    |         |         |         |         |         |         |         |
| 67:35   |                                                       |         |         |         |         |         |         |         |         |